# Norbornen
Norbornen, auch Norbornylen oder Norcamphen, sind Trivialnamen für einen verbrückten, bicyclischen Kohlenwasserstoff. Bei Raumtemperatur liegt Norbornen als weißer, stechend riechender Feststoff vor. Das Molekül besteht aus einem Cyclohexen-Ring, der mit einer Methylengruppe 1,4-verbrückt ist. Die Doppelbindung führt zu einer Ringspannung und ist für die erhöhte Reaktivität des Moleküls mitverantwortlich.
Mit Wasser reagiert Norbornen in einer säurekatalysierten Reaktion zu Norborneol. Diese Reaktion ist für Chemiker von Interesse, die sich mit nichtklassischen Ionen beschäftigen.

## Herstellung
Norbornen wird aus Cyclopentadien und Ethen in einer Diels-Alder-Reaktion hergestellt, ähnlich wie auch viele seiner Derivate.
Verwandte bicyclische Verbindungen mit demselben Kohlenstoffgerüst sind Norbornadien, das eine weitere Doppelbindung besitzt, und Norbornan ohne Doppelbindungen (gesättigt).

## Polynorbornene
Norbornene sind wichtige Monomere, die unter Einwirkung von Grubbs-Katalysatoren (zumeist Carbenkomplexe des Rutheniums) in ROMP-Reaktionen (ring-opening metathesis polymerization, also Ringöffnungsmetathesepolymerisation; siehe auch Metathese) polymerisieren. Unter anderen Bedingungen sind abweichende Polymerisationsreaktionen möglich.
Polynorbornene sind Polymere, die sich durch hohe Glasübergangstemperaturen und hohe optische Klarheit auszeichnen.
Außer in ROMP-Reaktionen können Norbornen-Monomere auch durch Vinyladdition-Polymerisationen polymerisieren.
Ethyliden-Norbornen ist ein verwandtes Monomer, das sich von Cyclopentadien und Butadien ableitet.

## Anwendungen
Norbornen dient als Ausgangsmaterial für pharmazeutische Zwischenprodukte, Pestizide, künstliche Duftstoffe und der allgemeinen organischen Synthese. In Kombination mit Ethen kann Norbornen zu einem Cyclo-Olefin-Copolymer umgesetzt werden.